# Джейд Анука
Джейд Анука (англ. Jade Anouka, 12 червня 1989) — англійська акторка та поетеса. Відома різноманітними сценічними ролями, а також появою у серіалі Темні матерії на BBC One та драмах Травма і Прибирання на ITV.

## Приватне життя
Анука народилася в Лондоні, друга з трьох дітей у сім'ї вчительки математики з Тринідаду і іпотечного консультанта з Ямайки. У неї є брат і сестра, які зробили кар'єру в науці. Вона виросла в Слейд-Ґрін і відвідувала школу в Бекслі, Лондон, але в шостому класі перейшла до школи в Льюїшемі. До переходу в Льюїшем займалася легкою атлетикою, бо не хотіла конкурувати з колишніми членами своєї команди.
Перші кроки в акторській майстерності Анука зробила, відвідуючи суботній ранковий драматичний гурток у Дартфорді, графство Кент. У шостому класі Анука отримала стипендію в Національному молодіжному театрі, а потім навчалася в Ґілдфордській школі акторської майстерності. Одразу після закінчення навчання її взяли на роботу до Королівської шекспірівської трупи у Стратфорд-апон-Ейвон, де вона здобула аспірантську відзнаку за викладання Шекспіра.
Джейд Анука ідентифікує себе як квір та/або бі. 14 грудня 2021 року Анука оголосила, що народила доньку. У травні 2022 року Анука одружилася з музиканткою Ґрейс Севедж.

## Кар'єра
Анука дебютувала на сцені у 2007 році з роллю у п'єсі Маргарет Етвуд Пенелопіада. 2011 року вона отримала нагороду Ian Charleson Awards за роль Офелії у виставі Гамлет у Шекспірівському театрі "Глобус".
Анука мала невеликі телевізійні ролі в серіалах Доктор Хто (2013), Жувальна гумка (2015) та Щасливчик Стена Лі, перш ніж отримати роль другого плану в мінісеріалі Травма 2018 року. 2020 року вона з'явилася в епізоді (S9:E3) серіалу Смерть у раю.
У 2014 році отримала нагороду Stage Award за акторську майстерність за моновиставу Шеф-кухар Сабріни Махфуз на Единбурзькому фестивалі Fringe Festival. 2015 року вона привезла виставу до Лондона на тиждень спеціальних показів.
Анука взяла участь у повністю жіночій шекспірівській трилогії Філліди Ллойд, зігравши роль Марка Антонія в Юлії Цезарі в театрі Donmar Warehouse, Хотспур в Генріху IV в театрі Donmar, і Аріель в Бурі в театрі King's Cross, а також у позабродвейському театрі St. Ann's Warehouse. Вона отримала схвальні відгуки за свої ролі у трьох п'єсах, які транслювалися на BBC у 2018 році. 2018 року вона також втілила Маргариту Анжуйську у виставі Джині О'Гара Королева Маргарита у Королівській біржі, Манчестер. 2018 року її було названо серед зірок, що прориваються на BAFTA за версією InStyle.
У 2019 році Анука з'явилася в шестисерійній драмі Прибирання на каналі ITV та серіалі Увімкни Чарлі на Netflix.
У серпні 2020 року вона підтвердила, що з'явиться в ролі Рути Скаді у другій серії фентезійної драми BBC/HBO Темні матерії.
Анука виконує свої вірші на сцені, а у 2016 році вона опублікувала збірку своїх віршів під назвою Яйця на тості.
У 2021 році було оголошено, що Анука зіграє разом з Джонатаном Бейлі, Тароном Еджертоном і Філом Деніелсом у постановці п'єси Майка Бартлетта Півень у лондонському театрі Амбасадорів у 2022 році.

## Фільмографія

### Кінематограф
| Рік  |    | Українська назва      | Оригінальна назва                                | Роль               |
| ---- | -- | --------------------- | ------------------------------------------------ | ------------------ |
| 2009 | кф |                       | That Serious Face                                | Келлі              |
| 2010 | в  | Марні зусилля кохання | Love's Labour's Lost                             | Марія              |
| 2012 | кф | Біговий стрибок       | A Running Jump                                   | подруга Джоді      |
| 2013 | кф |                       | T-Police Field                                   | Поліцейська        |
| 2015 | тф | Голос                 | The Vote                                         | Чіка Деван         |
| 2017 | кф |                       | Baby Gravy                                       | Алекс              |
| 2019 | ф  | Друзі рибалки         | Fisherman's Friends                              | Лія Джордан        |
| 2019 | ф  | Щасливого Різдва      | Last Christmas                                   | Альба              |
| 2020 | кф |                       | 6:23 AM                                          |                    |
| 2020 | ф  | Ритм-секція           | The Rhythm Section                               | Лора Фуллер        |
| 2020 | кф |                       | Her & Her                                        | Вона               |
| 2020 | кф |                       | Morbid Curiosity                                 | Дикторка новин     |
| 2021 | ф  |                       | Zebra Girl                                       | Аніта              |
| 2021 | ф  | Вухо за око           | Ear for Eye                                      | Британська дівчина |
| 2022 | ф  |                       | Fishermen's Friends 2: Bound for South Australia | Лія Джордан        |
| 2022 | кф |                       | The Bower                                        | Terri (1991)       |
| TBA  | ф  |                       | The Dark Channel                                 | Міа                |
| TBA  | ф  |                       | Shaun                                            | Бет                |

### Серіали
| Рік       |   | Українська назва                                   | Оригінальна назва                       | Роль                        |
| --------- | - | -------------------------------------------------- | --------------------------------------- | --------------------------- |
| 2007      | с | USS Сузір'я: Битва за свободу                      | USS Constellation: Battling for Freedom | Мати Конджо                 |
| 2010      | с | Закон і порядок: Велика Британія                   | Law & Order: UK                         | Карла                       |
| 2012      | с | Таємниці та слова                                  | Secrets and Words                       | Ешлі                        |
| 2013      | с | Доктор Хто                                         | Doctor Who                              | Офіціантка                  |
| 2016      | с | «Щасливчик» Стена Лі                               | Stan Lee's Lucky Man                    | Екуа Нкомо                  |
| 2017      | с | Жувальна гумка                                     | Chewing Gum                             | Денні                       |
| 2017—2018 | с | Жіноча шекспірівська трилогія від Donmar Warehouse | Donmar Warehouse                        | Марк Антоній/Готшпур/Аріель |
| 2018      | с | Травма                                             | Trauma                                  | Алана Аллертон              |
| 2019      | с | Прибирання                                         | Cleaning Up                             | Джесс                       |
| 2019      | с | Увімкни Чарлі                                      | Turn Up Charlie                         | Томмі                       |
| 2019      | с | Чудові виступи                                     | Great Performances                      | Марк Антоній                |
| 2020      | с | Смерть у раю                                       | Death in Paradise                       | Інез Фарах                  |
| 2020      | с | Маленька сокира                                    | Small Axe                               | Місіс Моррісон              |
| 2020—2022 | с | Темні матерії                                      | His Dark Materials                      | Рута Скаді                  |
| 2021      | с | Потопельник                                        | The Drowning                            | Ясмін                       |
| 2021      | с | Анжела Блек                                        | Angela Black                            | Доктор Кет Бредфорд         |
| 2021      | с | Іноземці                                           | Beforeigners                            | Адеперо                     |
| 2024      | с | Твоя перша остання брехня                          | Fool Me Once                            | Ніколь Батлер               |
| TBA       | с | Дюна: Сестринство                                  | Dune: The Sisterhood                    | сестра Теодозія             |